# Culture Diquis
 (décembre 2018).
La culture Diquis était une culture indigène précolombienne née dans l'actuel Costa Rica, dans la vallée du río Grande de Térraba appelé Diquis ou Dí´Crí, grande eau, en Boruca. 

## Historique
Elle est apparue autour de 700 et a disparu en 1530. Elle faisait partie de la culture du Grand Chiriqui qui s'étendait du sud du Costa Rica à l'ouest du Panama. Les Diquis sont connus pour leurs sphères de pierre appelées parfois sphères de Diquis, pour des statues en pierre de forme anthropomorphique aplatie, et des pièces d'or très élaborées à contenu mythologique.

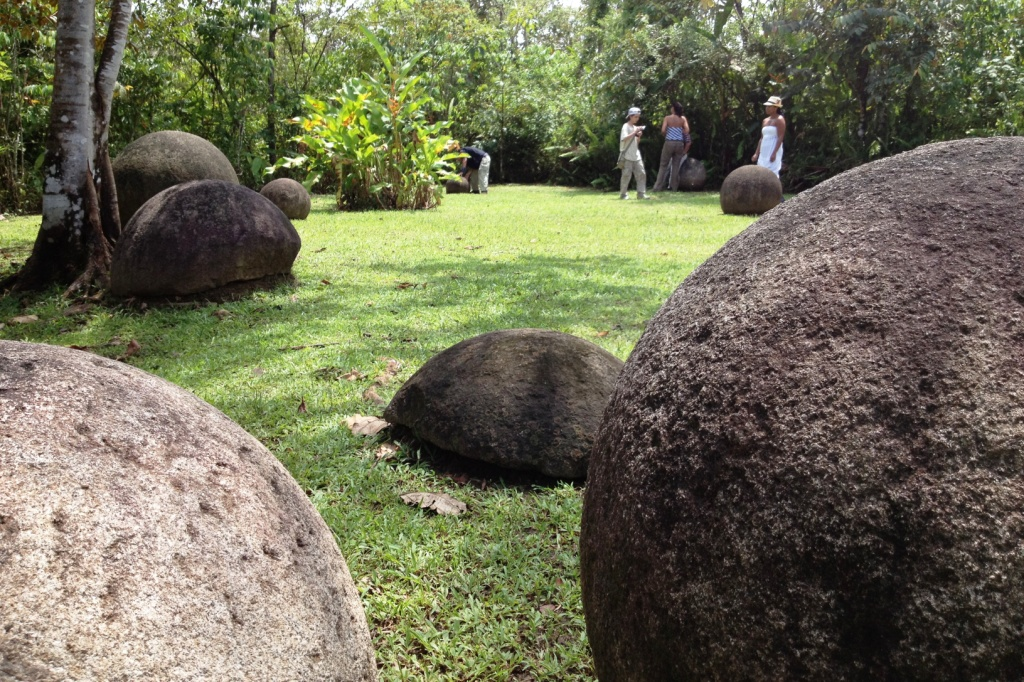
Sphères de pierre en cadre naturel
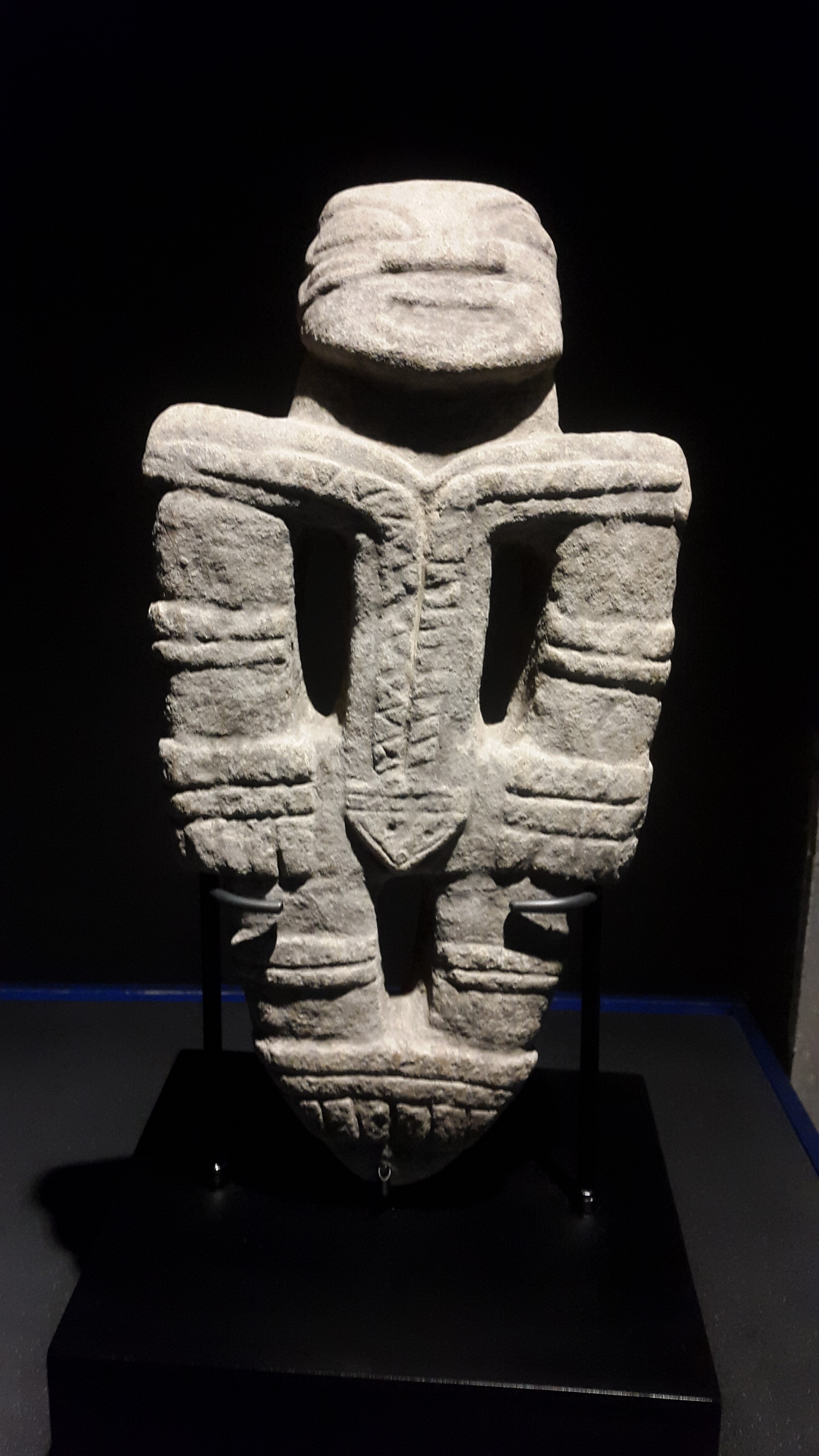
Statue anthropomorphe Diquís d'andésite, représentant un chaman avec un masque de jaguar.